# Diversidad sexual en Maryland

Mapa arcoíris de Maryland

Los derechos LGBTQ en el estado estadounidense de Maryland han logrado grandes avances en las últimas décadas y Maryland incluso es considerado uno de los estados más progresistas en términos de derechos comunitarios.
Las leyes del estado contra la sodomía fueron declaradas inconstitucionales en 1999 y derogadas definitivamente por la legislatura estatal en 2023. El estado de Maryland ha tenido protecciones a nivel estatal contra la discriminación basada en la orientación sexual de un individuo desde 2001 y la identidad de género desde 2014. La legislación para legalizar el matrimonio igualitario en Maryland fue aprobada por los votantes el 6 de noviembre de 2012 y entró en vigor el 1 de enero de 2013. En la actualidad, el estado de Maryland es considerado uno de los estados más amigables con la comunidad LGBTQ en Estados Unidos; un estudio del Public Religion Research Institute de 2022 muestra que el 87% de los habitantes de Maryland apoyan las leyes antidiscriminación contra las personas LGBTQ. Además, el 1 de octubre de 2018 entró en vigor la prohibición de las terapias de conversión a menores. En octubre de 2020, el condado de Montgomery aprobó por unanimidad una ordenanza que implementó una declaración de derechos LGBTQ+.

## Historia y legalidad de la relación sexual entre personas del mismo sexo
La relación sexual entre personas del mismo sexo fue criminalizada en la antigua Provincia de Maryland . La ley colonial de la provincia establecía la pena de muerte para la sodomía. En agosto y septiembre de 1642, la Asamblea General de Maryland describió la sodomía como un delito capital en la colonia. Anteriormente, en 1638, Se había considerado un delito grave. En 1776, la Declaración de Derechos de Maryland incorporó el derecho consuetudinario inglés "junto con su prohibición de la sodomía". Para diciembre de 1789, la ley estatal aún consideraba la sodomía un delito grave. La ley aprobada ese año castigaba la sodomía entre hombres libres con trabajos forzados, con la posibilidad de ser azotado por cualquier mala conducta. Se proscribió la pena de muerte para personas esclavizadas, aunque los tribunales podían conmutar la sentencia a 14 años de trabajos forzados. En enero de 1810, la pena por sodomía se cambió a 1 a 10 años de prisión y se eliminó la distinción entre esclavizados y hombres libres. El primer caso de sodomía registrado en Maryland, también el primero de este tipo en todos los Estados Unidos, ocurrió en 1810.
En Davis v. State, el Tribunal de Apelaciones de Maryland confirmó, por una votación de 4 a 1, una acusación que imputaba a Davis por sodomía. En 1847, el The Justices’ Practice under the Laws of Maryland; including the Duties of a Constable, un libro de John H. B. Latrobe, señaló que los asesinatos, al cometer sodomía y otros delitos, debían considerarse asesinato en primer grado, y que la sodomía consistía en "conocimiento carnal cometido según el orden natural" entre hombres con otros hombres, mujeres con otras mujeres o hombres y mujeres que practicaban la llamada "bestialidad". En marzo de 1892, la Asamblea General de Maryland promulgó una ley que establecía que la sodomía y otros delitos graves podían ser procesados por orden de un Tribunal de Circuito del Condado de Baltimore.
Durante el período previo a la Primera Guerra Mundial, muchas ciudades establecieron las llamadas comisiones antivicio para investigar denuncias de "perversión". El estado también creó una comisión que, en 1915, informó sobre casos de felación, "masoquismo y sadismo heterosexual" y actividad homosexual en varias ciudades, en particular en Baltimore. En abril de 1916, A raíz del informe, el estado promulgó una nueva ley que prohíbe el sexo oral, ya sea heterosexual u homosexual, con una pena de hasta 10 años de prisión y/o una multa de 1.000 dólares. La ley se promulgó con la afirmación de que era "necesaria para la preservación inmediata de la seguridad pública" y que era una legislación "de emergencia". También prohibió cualquier otra "práctica sexual antinatural o pervertida" . Una ley promulgada en abril de 1920 definió además la lascivia como "cualquier práctica sexual antinatural".
En el caso Wentz v. State (1930), se afirmó que "en casos que involucran delitos sexuales... [incluyendo] sodomía [y] libertades indecentes", había una excepción a la regla de que otros delitos distintos del "imputado son admisibles". En abril de 1931, una ley promulgada por la Asamblea General de Maryland declaró que todo asesinato cometido, o intento de perpetrar, cualquier sodomía, delitos relacionados o fuga de instituciones correccionales, se acusará como "asesinato en primer grado". En abril de 1934, en el caso Lutz v. State, el juez T. Scott Offutt habló en representación del Tribunal de Apelaciones de Maryland, que votó por unanimidad, y argumentó que la ley de abril de 1920 "tiene por objeto reprimir el vicio sexual y la perversión practicados con fines de lucro". En 1941, hubo otro caso de sodomía ante el tribunal, en el caso Berger v. State, en el que un médico heterosexual fue procesado por actos de sodomía. En marzo de 1951, una ley promulgada por la Asamblea General de Maryland declaró que la sodomía y otros delitos graves estaban exentos de procesamiento por orden del Tribunal de Circuito del Condado de Prince George. Otro caso heterosexual ocurrió en 1952; en Haley v. State. El Tribunal de Apelaciones confirmó por unanimidad el derecho del estado a procesar las prácticas heterosexuales antinaturales y pervertidas. En 1956, el Tribunal de Apelaciones rechazó una impugnación del caso de sodomía en el caso State v. Black. En los años siguientes se presentaron numerosos casos judiciales por sodomía. En la década de 1960, personas homosexuales en Baltimore eran procesados por el delito de solicitación, mientras que en otros lugares eran acusados del delito de "exposición" o de otros delitos.
En 1970, una comisión estatal recomendó despenalizar los actos homosexuales privados de adultos, por 12 votos a favor y 2 en contra. La comisión observó que las prácticas en Maryland incluían frecuentes incitaciones a la policía como señuelo, y ocasionalmente se producían suicidios tras arrestos por sodomía. El académico Robert G. Fisher, aplicando las estadísticas del Informe Kinsey a Maryland, estimó que había 100.000 "homosexuales practicantes" en el estado. La Asamblea General de Maryland no siguió las recomendaciones de la comisión. En 1976, el Senado aprobó un proyecto de ley para derogar la ley de sodomía, pero no logró la aprobación de la Cámara de Representantes. Posteriormente, el Senado aprobó proyectos de ley para derogar la ley en dos ocasiones, en 1977 y 1987, pero fueron rechazados en la Cámara. En 1980, el Tribunal de Apelaciones rechazó una impugnación legal de la ley por motivos de violación de la privacidad en el caso Kelly v. State.
Todas las leyes contra las relaciones sexuales consentidas privadas y no comerciales fueron revocadas por los tribunales estatales de Maryland. El fallo en el caso Schochet v. State (1990) invalidó las leyes contra las relaciones sexuales consentidas privadas entre adultos heterosexuales. La decisión fue criticada por dejar a las parejas del mismo sexo que practican sexo oral o anal "vulnerables al procesamiento".
En octubre de 1998, la decisión en Williams v. Glendening del juez Richard T. Rombro invalidó las leyes contra el sexo oral consensual privado entre personas del mismo sexo. Si bien el juez no vio que la ley violaba la constitución de Maryland, un acuerdo posterior en Williams en 1999 invalidó las leyes contra el sexo anal consensuado privado.
El acuerdo fue elogiado por la ACLU como el "primer acuerdo de este tipo" que eliminó una ley "obsoleta". Sin embargo, algunos académicos argumentaron que la decisión fue una victoria para los derechos de privacidad de los habitantes de Maryland, pero "no llegó a despenalizar por completo... la intimidad sexual" en el estado, pidieron modificar el Código Anotado de Maryland para garantizar que se cumpla la decisión y la despenalización total de la sodomía en el estado. En 1999, la ACLU y Lambda Legal, que habían iniciado esfuerzos para desafiar las leyes de sodomía, obtuvieron una victoria en un tribunal inferior de Maryland, con el consentimiento del gobierno de Maryland para la sentencia. Lambda había participado previamente en el caso de 1994, North v. North, en Maryland.
En marzo de 2003, la delegada Maggie McIntosh, líder de la mayoría de la Cámara de Delegados de Maryland, se convirtió en la primera legisladora de Maryland en "salir del armario". Anteriormente, en noviembre de 1980, Robert Bauman, representante de Maryland en Estados Unidos, perdió la reelección ante Roy Dyson, después de admitir que las "tendencias homosexuales" y el alcoholismo lo llevaron a solicitar relaciones sexuales con un prostituto de 16 años. Anteriormente, en octubre de 1980, había sido acusado de solicitar sexo a una prostituta y se había disculpado con los votantes por sus indiscreciones. Se postuló nuevamente para un escaño en la Cámara de Representantes en 1982, pero se retiró de la carrera antes del día de las elecciones primarias. En junio de 2022, se informó que varios "candidatos abiertamente gays y lesbianas" se postulaban para las elecciones o buscaban la reelección en los condados de Montgomery, Prince George y Howard de Maryland.
El 30 de enero de 2020, el Senado de Maryland comenzó a discutir un proyecto de ley, propuesto por la senadora Susan Lee, para derogar la prohibición inaplicable e inconstitucional de la sodomía. Fue aprobada por el Senado, con enmiendas, el 18 de marzo. La Cámara de Delegados de Maryland aceptó las enmiendas ese mismo día. La ley codificada entró en vigor y se implementó el 1 de octubre de 2020. Justo antes de la Pascua de 2023, ambas cámaras de la Asamblea General de Maryland aprobaron un proyecto de ley para derogar formalmente la arcaica ley que prohíbe el sexo oral, Que se convirtió en ley sin la firma del gobernador Wes Moore. La ley entró en vigor el 1 de octubre de 2023.

### Redadas policiales de julio de 2021
En julio de 2021, varios hombres que fueron arrestados en redadas policiales en Maryland por mantener relaciones sexuales homosexuales, pero no heterosexuales, en virtud de la Ley de Prácticas Sexuales Antinaturales o Pervertidas, aún vigente. En 2020, la Asamblea General de Maryland votó a favor de derogar la ley de sexo anal, pero el Senado modificó el proyecto de ley para no derogar la prohibición del sexo oral, por lo que se mantuvo intacta. En junio de 2022, un proyecto de ley para derogar la ley murió en el Comité de Procedimientos Judiciales del Senado de Maryland, pero el presidente del comité, el senador William C. Smith Jr., y el patrocinador del proyecto de ley, el senador estatal Clarence Lam, dijeron que abordarían el tema en 2023. En mayo de 2023, el proyecto de ley se convirtió en ley sin la firma del gobernador para derogar formalmente la prohibición del sexo oral y entró en vigor el 1 de octubre.

## Reconocimiento de las relaciones entre personas del mismo sexo
En 1973, Maryland se convirtió en el primer estado en prohibir el matrimonio civil igualitario, con la aprobación de una legislación que modificó el estatuto de derecho de familia. En Deane y Polyak V. Conaway en 2006, diecisiete demandantes de Maryland presionaron por derechos matrimoniales legales, apoyados por la ACLU .
Desde 2008, una forma limitada de unión de hecho está disponible para todas las parejas no casadas mayores de 18 años que puedan verificar su relación de interdependencia mediante documentación. Las protecciones legales para los socios incluyen visitas al hospital, decisiones al final de la vida y derechos de propiedad conjunta. Desde 2009, Maryland ha proporcionado beneficios laborales a las parejas del mismo sexo de los empleados estatales. El estado ha reconocido matrimonios válidos entre personas del mismo sexo realizados en otros estados y jurisdicciones desde 2010.
El 15 de marzo de 2011, la Cámara de Delegados de Maryland devolvió un proyecto de ley para legalizar el matrimonio igualitario al Comité Judicial, dejándolo pendiente durante el resto de la sesión legislativa, pero manteniéndolo vigente hasta enero de 2012, con la oposición de los obispos católicos del estado. En 2012, se presentó un proyecto de ley sobre el matrimonio igualitario en la Asamblea General de Maryland. En 2012, se presentó un proyecto de ley sobre el matrimonio igualitario en la Asamblea General de Maryland. Tras un intenso debate, se aprobó la ley que permite el matrimonio igualitario, conocida como la Ley de Protección del Matrimonio Civil, fue aprobada por la Cámara de Delegados en una votación de 72 a 67 el 17 de febrero de 2012, y fue aprobado por el Senado en una votación de 25 a 22 el 23 de febrero de 2012. El gobernador O'Malley firmó la ley el 1 de marzo de 2012.
El matrimonio igualitario es legal desde el 1 de enero de 2013. La ley entró en vigor después de que el 52,4% de los votantes aprobara la Pregunta 6 de Maryland en un referéndum celebrado el 6 de noviembre de 2012. La votación fue aclamada como un momento decisivo por los activistas de los derechos de los homosexuales y marcó la primera vez que los derechos matrimoniales en los Estados Unidos se extendieron a las parejas del mismo sexo por votación popular . Las autoridades católicas romanas y los líderes religiosos afroamericanos de todo el estado, especialmente en el condado de Prince George, se habían opuesto a la legislación, diciendo que entraría en conflicto con los mejores intereses de la sociedad y amenazaría la libertad religiosa.
En octubre de 2020, el condado de Montgomery aprobó por unanimidad una ordenanza que implementó una declaración de derechos LGBTQ+.
En abril de 2021, la Asamblea General de Maryland (votación del Senado 38-8 y votación de la Cámara 107-28) aprobó un proyecto de ley (HB130) para establecer una comisión de 15 miembros sobre asuntos LGBTIQ+ en Maryland, y la ley entró en vigor en octubre de 2021. El primer director administrativo fue designado para la comisión por el gobernador Larry Hogan en julio de 2022. En abril de 2023, se aprobó y promulgó una ley para reformar la Comisión de Asuntos LGBTIQ+ y aumentar la membresía a 21 personas.
En enero de 2023, la Human Rights Campaign otorgó a Maryland y a otras 20 jurisdicciones la calificación más alta: "Trabajando hacia una igualdad innovadora".

### Adopción y crianza
La ley estatal permite que personas adultas LGBT solteras y las parejas del mismo sexo casadas soliciten la adopción. Anteriormente, en 1994, se había rechazado un registro de parejas de hecho en Baltimore, a Corte Suprema de Maryland había dictaminado, en diciembre de 1998,que los jueces de primera instancia no pueden hacer distinciones entre padres homosexuales y heterosexuales al decidir casos de custodia de menores, y en abril de 2001, un tribunal de Maryland dictaminó que una madre lesbiana era la madre de facto de un niño, a pesar de no ser la "madre biológica".
Las parejas de lesbianas tienen acceso a la fertilización in vitro. La ley estatal reconoce a la madre no genética ni gestante como progenitora legal de un niño nacido mediante inseminación artificial con donante, pero solo si los padres están casados. En 2015, la Asamblea General de Maryland aprobó una ley que exige a las aseguradoras de salud ofrecer tratamientos de fertilidad como beneficio, independientemente de la orientación sexual de la persona. El gobernador Larry Hogan no firmó ni vetó el proyecto de ley, y se convirtió en ley sin necesidad de firma.
Los acuerdos de gestación subrogada son legales y están reconocidos en el estado. A pesar de la falta de leyes explícitas al respecto, en 2007 el Tribunal de Apelaciones de Maryland emitió un fallo que aprobaba los acuerdos de gestación subrogada. Por otro lado, los acuerdos tradicionales de gestación subrogada pueden acarrear posibles complicaciones legales; en el año 2000, el Fiscal General emitió un dictamen que declaraba que «los contratos de gestación subrogada que implican el pago de una tarifa a la madre biológica son, en la mayoría de los casos, ilegales e inaplicables según la legislación de Maryland». El estado trata a las parejas heterosexuales y homosexuales por igual, bajo los mismos términos y condiciones.

### Educación LGBTQ en las escuelas públicas
En agosto de 2019, el Departamento de Educación de Maryland anunció que proporcionaría recursos sobre la historia LGBT y otros recursos educativos a mediados de 2020 en todas las escuelas públicas de Maryland.
En abril de 2022, la Asamblea General de Maryland aprobó un proyecto de ley (HB850) que incluirá políticas inclusivas de orientación sexual e identidad de género en todas las escuelas públicas de Maryland y además resultados de seguridad para los estudiantes LGBT.
En abril de 2022, la Asamblea General de Maryland (votación del Senado 47-0 y votación de la Cámara 109-1) aprobó un proyecto de ley HB1380 para devolver automáticamente y de forma retroactiva las "bajas honorables" a las personas LGBT,que vivían en Maryland en ese momento. Un comité de conferencia debe resolver las diferencias entre los proyectos de ley aprobados con enmiendas, antes de que el proyecto de ley llegue directamente al despacho del gobernador. El proyecto de ley entró en vigor el 1 de octubre de 2022.

### Terapia de conversión
En abril de 2018, la Asamblea General aprobó un proyecto de ley para prohibir la terapia de conversión en menores. La legislación fue aprobada en el Senado por 34 votos a favor y 12 en contra, y en la Cámara de Representantes por 95 votos a favor y 27 en contra. En mayo de 2018, el gobernador Larry Hogan promulgó el proyecto de ley y entró en vigor el 1 de octubre de 2018. En septiembre de 2019, la jueza de distrito Deborah K. Chasanow desestimó la impugnación, afirmando que «[La prohibición de la terapia de conversión] no impide que los terapeutas con licencia expresen sus opiniones personales sobre la terapia de conversión a clientes menores... La ley solo prohíbe la terapia de conversión cuando la realizan profesionales con licencia en menores y prohíbe únicamente las expresiones pronunciadas durante el proceso de la terapia de conversión» .

## Protecciones contra la discriminación

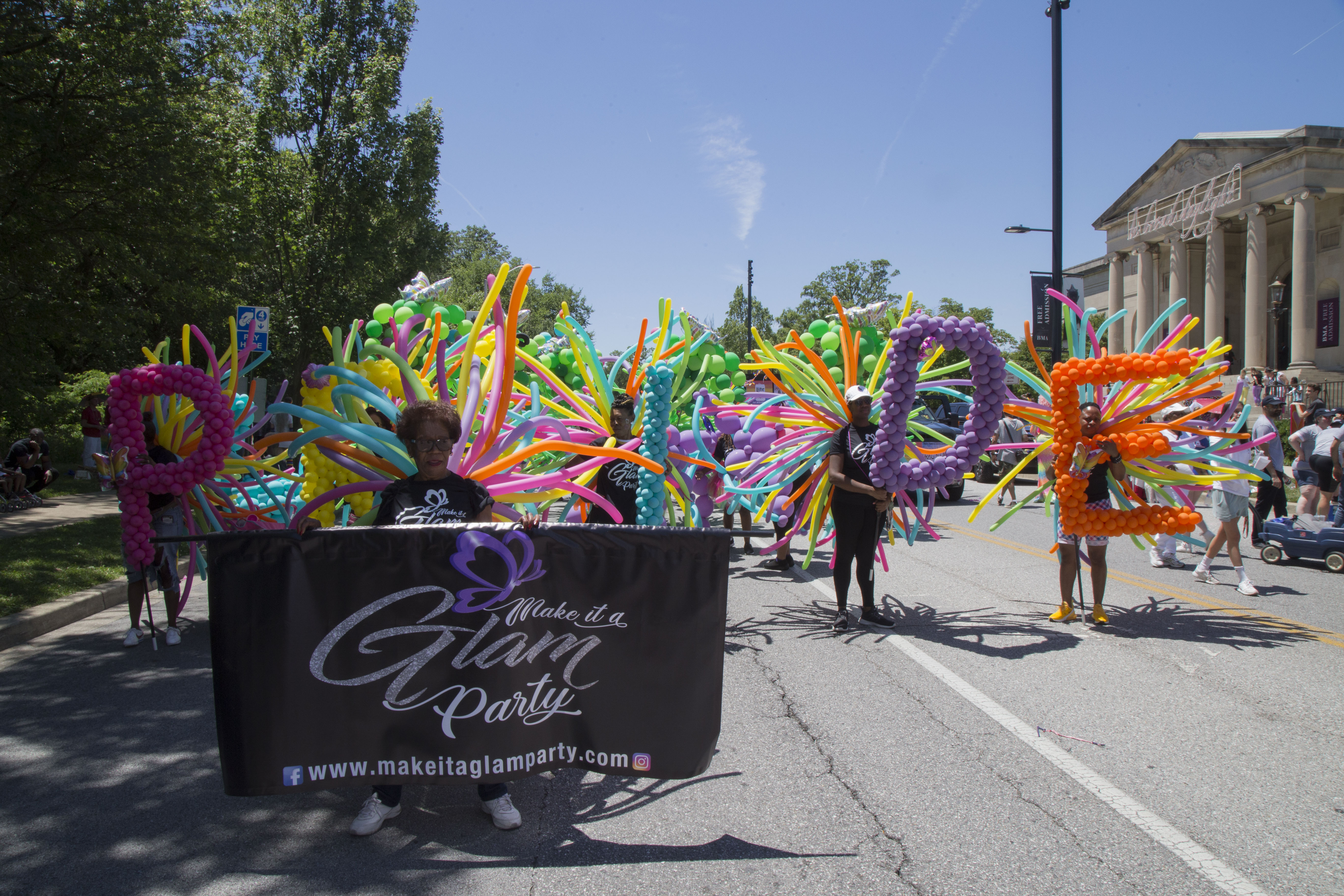
Desfile del Orgullo de Baltimore 2019

En agosto de 2023, la Corte Suprema de Maryland emitió un fallo formal que permite la discriminación por orientación sexual en organizaciones, edificios o entornos católicos, como una organización benéfica. Desde 2001, la discriminación por orientación sexual es ilegal por ley en Maryland. En mayo de 1977, la Cámara de Delegados de Maryland aprobó el Proyecto de Ley 921, que prohibía "la discriminación contra los homosexuales en el empleo". Sin embargo, no fue hasta 2001 que la ley estatal comenzó a proteger contra la discriminación injusta basada en la orientación sexual y no fue hasta 2014 que lo hizo sobre la identidad de género.

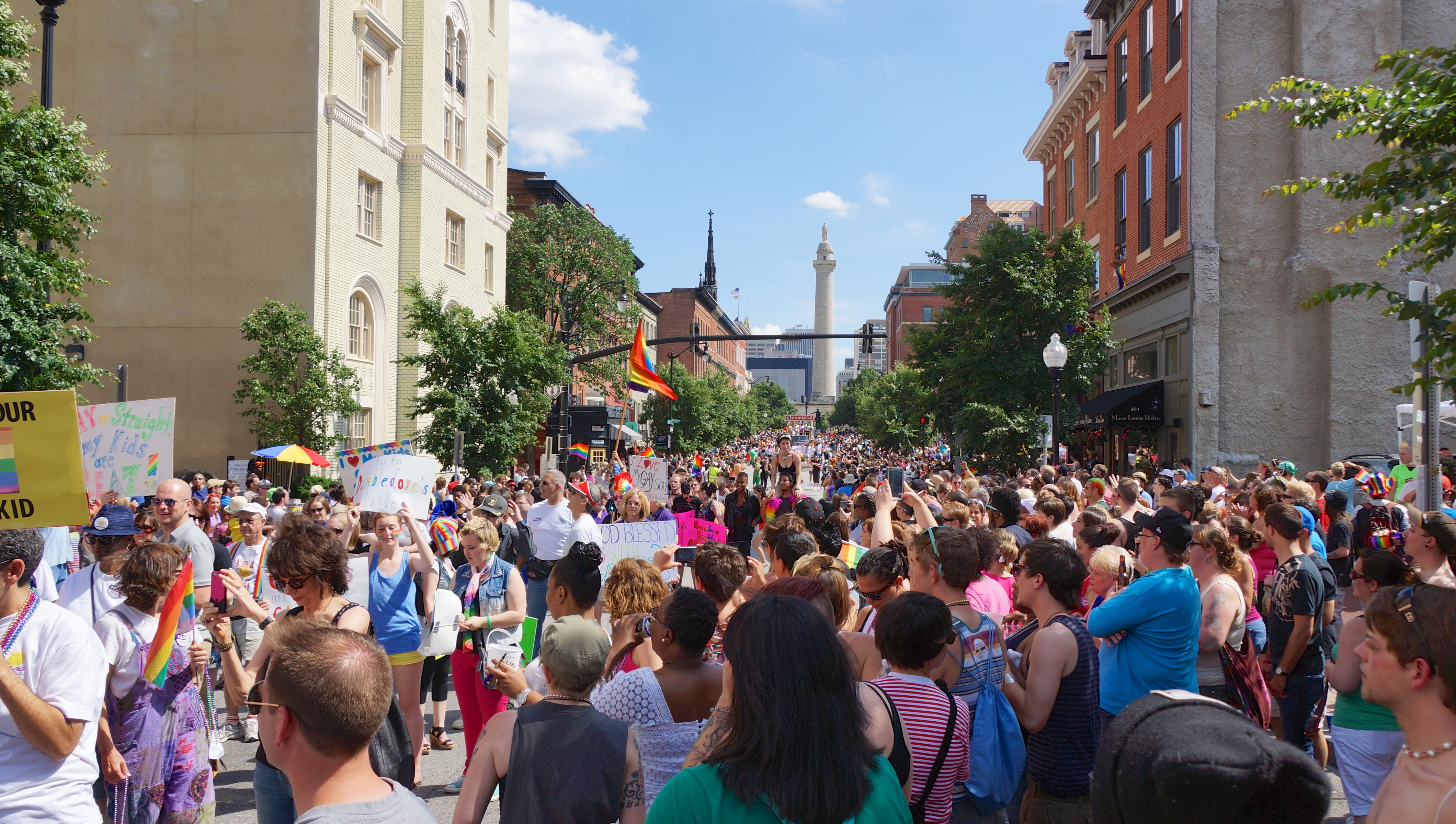
Participantes en el Desfile del Orgullo de Baltimore en 2013

El 15 de mayo de 2001, el gobernador Parris Glendening promulgó la Ley Antidiscriminación de 2001 aprobada por la Asamblea General de Maryland, que agregó protección contra la discriminación basada en la orientación sexual. Los opositores a la ley recogieron suficientes firmas para someterla a referéndum en las elecciones de 2002, sin embargo, la petición fue impugnada con éxito ante el tribunal y la Ley entró en vigor el 21 de noviembre de 2001. Antes de la firma de Glendenning y la aprobación de la ley por la Asamblea General, el grupo Free State Justice llevó a cabo una "campaña de libro de texto" para persuadir a los legisladores, convenciendo incluso a la Iglesia Católica para que impulsara el proyecto de ley.
Antes de que el estatuto estatal contra la discriminación incluyera la identidad de género, cinco jurisdicciones (la ciudad de Baltimore, el condado de Baltimore, el condado de Howard y Hyattsville y el condado de Montgomery) protegieron contra la discriminación basada en la identidad de género. Diecinueve de los 20 condados restantes sin protecciones carecían de la autoridad para establecerlas. En enero de 2013 se presentó una legislación para modificar la ley estatal contra la discriminación a fin de incluir la identidad de género, la Ley de Equidad para Todos los Residentes de Maryland de 2013. Aunque el proyecto de ley tenía 23 senadores como copatrocinadores, el 14 de marzo de 2013, un comité del Senado lo rechazó con una votación de 6 a 5. Proyectos de ley similares habían sido rechazados en años anteriores. El proyecto de ley fue presentado nuevamente en 2014, aprobado por 8 a 3 por el Comité de Procedimientos Judiciales del Senado el 20 de febrero y aprobado por 32 a 15 por el Senado el 1 de marzo. La Cámara de Delegados aprobó el proyecto de ley con una votación de 82 a 57 el 27 de marzo de 2014. El 15 de mayo de 2014, el gobernador Martin O'Malley firmó el proyecto de ley, la Ley de Equidad para Todos los Residentes de Maryland de 2014, que entró en vigor el 1 de octubre de 2014.
La legislación en Maryland está sujeta a referéndum popular, y los activistas conservadores organizaron un esfuerzo para someter las protecciones ampliadas de la ley a un referéndum estatal reuniendo las 55.736 firmas de votantes registrados necesarias para colocar la medida en la boleta. Debían entregar 18 579 firmas al Secretario de Estado antes del 31 de mayo y las 37.157 restantes antes del 30 de junio. Los peticionarios no presentaron el número requerido de firmas dentro de los plazos establecidos, y la ley entró en vigor según lo previsto el 1 de octubre de 2014.

### Abolición de la ley contra los delitos de odio y la defensa contra el pánico gay
La ley de delitos de odio del estado establece sanciones legales adicionales para un delito motivado por la orientación sexual o la identidad de género percibida o real de la víctima.
En abril de 2021, la Asamblea General de Maryland (votación de la Cámara 136-0 y votación del Senado 47-0) aprobó un proyecto de ley (HB231) para abolir la defensa del pánico por ser gay o trans en el derecho consuetudinario. El gobernador Larry Hogan no tomó ninguna medida sobre el proyecto de ley (HB231) y la ley entró en vigor el 1 de octubre de 2021.

## Derechos de las personas transgénero
En marzo de 2024, el Senado de Maryland aprobó un proyecto de ley con 33 votos a favor y 13 en contra que declara abiertamente a Maryland como un "estado santuario para la protección y defensa de las personas transgénero". El proyecto fue aprobado por la Cámara de Delegados de Maryland con 97 votos a favor y 38 en contra y promulgado por el gobernador Wes Moore. La ley entró en vigor el 1 de octubre.
En junio de 2023, el gobernador de Maryland firmó una orden ejecutiva que "protege, protege y defiende" a todas y cada una de las personas transgénero que desean acceso sin obstáculos a la atención médica que afirme su género dentro de las fronteras de Maryland. Desde el 1 de enero de 2024, Maryland también implementó posteriormente una ley estatal de seguro médico de amplia base que entró en vigor, considerada como la "política de atención médica más favorable para las personas transgénero en los Estados Unidos".
En 2015, la Asamblea General de Maryland aprobó una ley para facilitar a las personas transgénero el cambio de género en sus actas de nacimiento sin necesidad de someterse a una cirugía de reasignación de sexo ni a la esterilización. El gobernador Larry Hogan no tomó ninguna medida sobre el proyecto de ley, que quedó sin firmar el 1 de octubre de 2015. El Departamento de Salud e Higiene Mental emitirá un certificado de nacimiento actualizado tras recibir la certificación de un proveedor de atención médica autorizado que confirme la identidad de género del solicitante.
En 2019, la Asamblea General aprobó una ley que permite la inclusión de una "X" como marcador de género en los documentos de identidad emitidos por la Administración de Vehículos Motorizados. El proyecto de ley también eliminó el requisito de que quienes cambien su marcador de género presenten documentación legal o médica. El gobernador Hogan no tomó ninguna medida sobre el proyecto de ley, por lo que entró en vigor el 1 de octubre de 2019. La Junta Electoral del Estado de Maryland también comenzó a aceptar marcadores de género "X" en los formularios de registro de votantes el 1 de octubre de 2019. A partir de 2023, el género X todavía no está disponible en los certificados de nacimiento de Maryland.
En mayo de 2022, se anunció que la Universidad de Maryland pondrá a disposición la opción de género X en formularios y documentos junto con las opciones masculina y femenina para la inscripción de estudiantes en 2026. Hasta entonces, personas estudiantes no binarias deberán elegir entre "marcadores de género masculino o femenino".

### Reformas legales para personas transgénero
En abril de 2021, la Asamblea General de Maryland aprobó dos proyectos de ley. El primero (HB39) deroga una ley arcaica de Maryland de 1971 que obligaba a las personas a publicar sus nombres en un periódico, lo cual se consideraba una violación de la privacidad, incluso antes de poder cambiar legalmente su nombre en un certificado de nacimiento. El segundo corrige una ley de delitos de odio de Maryland de 2002 que ahora incluye explícitamente la "identidad de género" como una categoría completamente independiente (en lugar de incluirse en la definición de orientación sexual). El gobernador de Maryland, Larry Hogan, no tomó ninguna medida sobre ambos proyectos de ley, por lo que entraron en vigor el 1 de octubre de 2021.

### Ordenanzas sobre el uso de baños públicos
En marzo de 2018, el Tribunal de Distrito de los Estados Unidos para el Distrito de Maryland dictaminó que la ley federal y estatal protegían los derechos de estudiantes transgénero a "usar el baño y los vestuarios de acuerdo con su identidad de género", en un caso que anuló la política de las Escuelas Públicas del Condado de Talbot.
En julio de 2022, el consejo del condado de Montgomery aprobó, por 9 votos a favor y 0 en contra, una ordenanza para permitir, reconocer e implementar legalmente baños de género neutro. La ciudad de Baltimore cuenta con una ordenanza similar sobre baños de género neutro.

### Identidad de género y deporte
En febrero de 1994, la jugadora de hockey sobre césped Vicki Yost, quien asistió a la Universidad de Maryland de 1988 a 1992, demandó a la entrenadora de la escuela, Margaret Meharg, y a la directora atlética, Suzanne Taylor, por supuestamente obligarla a ocultar su identidad lesbiana, y solicitó $1.5 millones en daños, cargos que fueron negados por la entrenadora Meharg.
En febrero de 2022, un informe de la Oficina de Supervisión Legislativa del Condado de Montgomery señaló que las personas transgénero y no conformes con su género pueden participar en deportes en Maryland de acuerdo con su identidad de género "sin necesidad de pruebas, documentación o transición médica o legal".
En marzo de 2022, el Comité de Medios y Arbitrios de la Cámara de Delegados de Maryland rechazó una ley, propuesta por la delegada Kathy Szeliga, que habría restringido los equipos deportivos interescolares o intramuros en función del "sexo biológico". La Clínica de Defensa LGBTQ+ de la Facultad de Derecho de Harvard y FreeState Justice dijeron que la derrota de la ley fue una victoria para "los derechos de atletas transgénero". Jamie Grace Alexander, coordinadora de políticas de FreeState Justice, argumentó que la ley "se dirige específicamente a las niñas transgénero".

## Opinión pública
Una encuesta del Instituto de Investigación de Religión Pública de 2017 encontró que el 66% de los residentes de Maryland apoyaban el matrimonio entre personas del mismo sexo, mientras que el 25% se oponía y el 9% no estaba seguro. Un informe del Instituto de Investigación de Religión Pública de marzo de 2022 afirmó que el 87 % de los habitantes de Maryland apoyan las leyes contra la discriminación LGBTQ, con The Hill afirma que este porcentaje ha aumentado "11 puntos porcentuales o más" desde 2015.
Una encuesta del Instituto de Investigación de Religión Pública (PRRI) de 2022 reveló que el 71 % de los residentes de Maryland apoyaba el matrimonio igualitario, mientras que el 26 % se oponía y el 2 % no estaba seguro. Además, el 76 % de los residentes de Maryland apoyaba las protecciones contra la discriminación que abarcaban la orientación sexual y la identidad de género. El 12 % se oponía.
| Fuente de la encuesta              |                                        | Tamaño de la muestra | Margen de error | % de apoyo | % de oposición | % sin opinión |
| ---------------------------------- | -------------------------------------- | -------------------- | --------------- | ---------- | -------------- | ------------- |
| Public Religion Research Institute | 2 de enero - 30 de diciembre de 2019   | 967                  | +/- 0.4         | 74%        | 19%            | 7%            |
| Public Religion Research Institute | 3 de enero-30 de diciembre de 2018     | 949                  | +/- 0.4         | 70%        | 23%            | 7%            |
| Public Religion Research Institute | 5 de abril - 23 de diciembre de 2017   | 1,220                | +/- 0.6         | 77%        | 17%            | 6%            |
| Public Religion Research Institute | 29 de abril de 2015-7 de enero de 2016 | 1,349                | +/- 0.4         | 73%        | 22%            | 5%            |

## Tabla resumen
| Relaciones sexuales entre personas del mismo sexo legales                                                                                       | (Desde 1999, derogación codificada en 2023)                                                          |
| Igualdad de edad de consentimiento (16) | Yes                                                                                                  |
| Leyes antidiscriminación tanto por orientación sexual como por identidad de género en todos los ámbitos                                         | (Desde 2001 para la orientación sexual y desde 2014 para la identidad de género)                     |
| Carta de Derechos LGBTQ | / (Desde 2020 solo en el condado de Montgomery)                                                      |
| Matrimonios igualitarios reconocidos | (Desde 2013, mediante referéndum estatal)                                                            |
| Reconocimiento de parejas del mismo sexo (por ejemplo, unión de hecho)                                                                          | (Desde 2008)                                                                                         |
| Adopción conjunta e hijastros por parejas del mismo sexo                                                                                        | Yes                                                                                                  |
| Política de baños neutrales en cuanto al género implementadas                                                                                   | / (Algunas ciudades y condados, no a nivel estatal (solo Baltimore y el condado de Montgomery)       |
| Personas lesbianas, gays y bisexuales permitidas a servir abiertamente en el ejército estadounidense, incluida la Guardia Nacional de Maryland. | (Desde 2011 - política federal)                                                                      |
| Personas transgénero permitidas a servir abiertamente en el ejército estadounidense, incluida la Guardia Nacional de Maryland.                  | (A las personas transgénero se les ha prohibido unirse al ejército desde 2025.)                      |
| Seguro de Medicaid que cubre la cirugía de reasignación sexual para personas mayores de 18 años                                                 | (Desde 2024)                                                                                         |
| Personas intersexuales permitidas a servir abiertamente en el ejército                                                                          | [ 140 ] [ 141 ]                                                                                      |
| Derecho a cambiar de género legal sin cirugía                                                                                                   | (Desde 2015)                                                                                         |
| La "defensa por pánico a la homosexualidad o a las personas transgénero" en el derecho consuetudinario ha sido abolida o derogada.              | (Desde 2021)                                                                                         |
| Acceso a la FIV para parejas de lesbianas y maternidad reconocida en los certificados de nacimiento                                             | Yes                                                                                                  |
| Opción de tercer género en documentos civiles                                                                                                   | / (Desde 2019 para licencias de conducir, actualmente no disponible para certificados de nacimiento) |
| Terapia de conversión prohibida para menores | (Desde 2018)                                                                                         |
| Acuerdos de gestación subrogada legales para parejas gays y paternidad reconocida en certificados de nacimiento                                 | Yes                                                                                                  |
| Personas HSH permitidas a donar sangre | (Con la condición de ser monógamo)                                                                   |